# Le Roi Soleil
Le Roi-Soleil é um musical de Kamel Ouali, produzido por Dove Attia e Albert Cohen, que narra a vida e os amores de Luis XIV (O Rei Sol). O espectáculo estreou em 22 de setembro  de 2005, no Palais des Sports, em Paris; terminando a 8 de julho de 2007, no Palais Omnisports de Paris-Bercy. Após 2 temporadas em Paris, 2 tours na França, Bélgica e Suíça.

## Equipa técnica
- Produção: Dove Attia, Albert Cohen.
- Diretor: Kamel Ouali.
- Assistentes de Coreografia: Patricia Delon, Stéphane Jarny.
- Assistente de comédia: William Ségouin.
- Técnico Vocal: Nathalie Dupuy.
- Figurino: Dominique Borg.
- Cenógrafo: Alain Lagarde.
- Direção musical: Dove Attia.
- Diretor de casting: Bruno berberes.
- Diretor: Peter Jaconelli.
- Letras: Lionel Florence, Patrice Guirao.
- Compositores: Francis Castello, Dove Attia, Cyril Paulus, William Rousseau, Rémy Lacroix Janois Rodrigue, Waku Guy, Essertier Antoine, Olivier Schultheis, Mary L. Hervé, Stéphane Brunello, Philippe Hattemberg, Teste
- Diálogos: Francois Chouquet Dove Attia.
- Logo: Catia Leonardo, Philippe Brunet.

## Elenco
Principais
- Luis XIV : Emmanuel Moire.
- Maria Mancini : Anne-Laure Girbal.
- Filipe I, Duque d'Orleães : Christophe Maé.
- Françoise d'Aubigné : Cathialine Andria.
- Le Duc de Beaufort : Merwan Rim.
- Madame de Montespan : Lysa Ansaldi.
- Isabelle, a filha do povo : Victoria Petrosillo.

## Músicas

### Primeiro ato
- Prélude versaillais (instrumental).
- Contre ceux d'en haut (M. Rim avec l'intervention de V. Petrosillo).
- Qu'avons-nous fait de vous ? (V. Petrosillo avec l'intervention de M. Rim).
- Je serai lui (C. Andria).
- Être à la hauteur (E. Moire).
- Ça marche (C. Maé).
- Où ça mène quand on s'aime (A.-L. Girbal, E. Moire).
- Encore du temps (V. Petrosillo,A.-L. Girbal).
- Requiem Aeternam(en latin)(V. Petrosillo, M. Rim, A.-L. Girbal).
- A qui la faute (C. Maé).
- Je fais de toi mon essentiel (E. Moire avec l'intervention de A.-L. Girbal).
- S'aimer est interdit (A.-L. Girbal, E. Moire).

### Segundo ato
- Repartir (M. Rim, V. Petrosillo, C. Andria)
- Le ballet des planètes (instrumental)
- Pour arriver à moi (E. Moire)
- Un geste de vous (L. Ansaldi, C. Maé avec l'intervention d'E.Moire)
- Le bal des monstres (instrumental avec voix de V.Petrosillo)
- Entre ciel et terre (M. Rim, V. Petrosillo)
- Alors d'accord (C. Andria et un enfant)
- J'en appelle (L. Ansaldi)
- L'arrestation (instrumental)
- Lyric Box (instrumental)
- Et vice Versailles (C.Maé)
- La vie passe(E.Moire;C.Andria)
- Tant qu'on rêve encore (La Troupe du Roi Soleil)
- Rappels : Être à la hauteur et Mon essentiel (La Troupe du Roi Soleil)